# Erlik
Erlik, Erlig o Erlik Khan (en la mitología húngara equivalente a Ördög) es el dios de la muerte y Tamag (infierno) en la mitología turca, y en las creencias de otros primitivos pueblos túrquicos.

## Características
Según la mitología siberiana, Erlik fue la primera creación de Ülgen, el dios creador, pero el orgullo de Erlik provocó fricciones entre los dos, y fue desterrado al inframundo.
En los mitos de los pueblos turco y mongol, Erlik estuvo involucrado en la creación de la humanidad. Él mató al dios mensajero, Maidere / Maydere, y es un maestro del pecado. A veces es representado por un oso totémico.
En la mitología turca, Erlik era la deidad del mal, la oscuridad, el señor del mundo inferior y el juez de los muertos. Es conocido como el primero de la humanidad, creado por Ulgen. Quiere ser igual a Ulgen, pero está en una posición inferior a él. Luego quiso hacer su propia tierra y fue enviado a la prisión en la novena capa de la tierra y se opuso al mundo superior, el reino de la luz.
Los espíritus malignos creados por Erlik causan desgracia, enfermedad y muerte a la humanidad. Estos espíritus son imaginados como los asistentes de Erlik. Además de estos, sus nueve hijos e hijas ayudan a su padre en el camino del mal. Las hijas de Erlik tratan especialmente de cambiar la opinión de un chamán mientras intenta alcanzar a Ulgen con sus bellezas. Erlik da todo tipo de enfermedades y quiere sacrificios de la gente. Si no le sacrifican, él atrapa los cadáveres de las personas que mató y se los lleva a este mundo inferior y luego los convierte en sus esclavos. Entonces, especialmente en los Altays, cuando aparece la enfermedad, la gente se asusta de Erlik y le hacen muchos sacrificios de animales.
En las oraciones de los chamanes, Erlik se describe como un monstruo, que tiene la cara y los dientes de un cerdo combinados con un cuerpo humano. Además de su rostro, es un hombre viejo con un cuerpo bien formado, ojos negros, cejas y bigote.
El dinosaurio Erlikosaurus lleva su nombre.

## Los hijos de Erlik
Erlik tiene nueve hijos, llamados Karaoğlanlar ("niños negros"). Ellos son "Karash Khan, Matır Khan, Shingay Khan, Komur Khan, Badish Khan, Yabash Khan, Temir Khan, Uchar Khan, Kerey Khan". También tiene nueve hijas, llamadas Karakızlar ("chicas negras"), cuyos nombres se desconocen.

### Karaoghlanlar
Son los hijos de Erlik.
- Karash Han: El dios de la oscuridad.

- Matyr Han: El dios del coraje y la valentía.

- Shyngay Han: El dios del caos.

- Komur Han: El dios del mal.

- Badysh Han: El dios del desastre.

- Yabash Han: El dios de la derrota.

- Temir Han: El dios del hierro y la minería.

- Uchar Han: El dios de los informantes.

- Kerey Han : El dios de la discordia.

## En religiones
Erlik fue adorado en algunas religiones tradicionales en Siberia y Asia Central, como por Buryats. Como Erlik es visto como el gobernante de los demonios y el inframundo, se hacen sacrificios para deshacerse de las enfermedades o por el bien de las personas, que ingresarán al inframundo después de la muerte.